# Klus (Kapelle)
Eine Klus ist die Bezeichnung für eine alte, kleine Kapelle. Oft wurde sie, wie ein Bauernhaus, in Fachwerkbauweise erstellt. Bei dem Begriff Klus handelt es sich um eine plattdeutsche Form von Klause, Klausur.
Eine mittelalterliche Klus war die Oppenweher Klus in Oppenwehe, einem Ortsteil von Stemwede, die im Jahre 2003 im Rahmen der 775-Jahr-Feier der Ersterwähnung Oppenwehes im Maßstab 1 : 2 und 2004 sogar originalgetreu am Standort der alten Klus rekonstruiert wurde. 
Heute noch besichtigen kann man eine restaurierte Klus aus dem Jahre 1818 in Frotheim, einem Ortsteil von Espelkamp. 
Die folgende Auflistung nennt weitere Kluskapellen. 
- Klus Bilshausen im Landkreis Göttingen
- Klus Eddessen im Warburger Land
- Kluskapelle (Etteln) im Kreis Paderborn
- Kluskapelle Frotheim einem Stadtteil von Espelkamp
- Kluskapelle (Giershagen)
- Kluskapelle (Goslar), siehe auch Klusfelsen
- Klüschen Hagis im Landkreis Eichsfeld
- St.-Anna-Klus in Lohne, Landkreis Vechta
- Klus Pömbsen, einem Stadtteil von Bad Driburg
- Klus Rüdershausen im Landkreis Göttingen
- Klus Spaden im Landkreis Cuxhaven von um 1500
- Klus-Kapelle Syke
- Klus Kapelle Einum Stadt Hildesheim